# Cobaltit

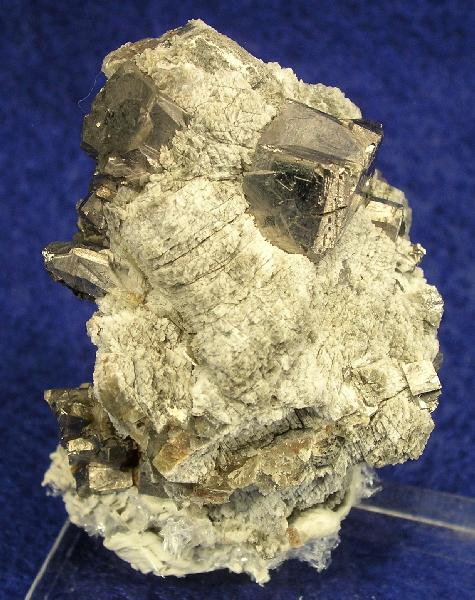
Cristale de cobaltit din Canada

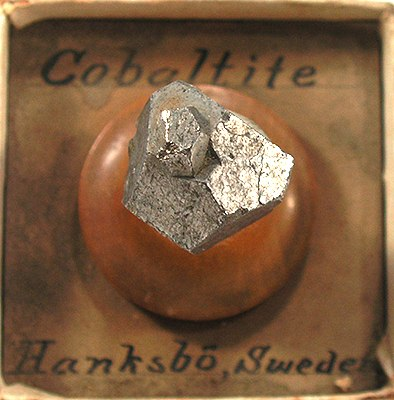
Cristal de cobaltit din Suedia
(dimensiuni: 1,6 x 1,3 x 1,1 cm

Mineralul cobaltit este o sulfoarseniură naturală de cobalt cu formula chimică CoAsS. O varietate a cobaltitului este cobaltina.

## Istoric și etimologie
Compoziția chimică a cobaltitului a fost stabilită în 1797 de chimistul german Martin Heinrich Klaproth, dar mineralul a fost descris abia în anul 1832 de mineralogul și geologul francez François Sulpice Beudant. Numele cobaltitului derivă de la compoziția sa chimică.

## Descriere
Cobaltitul este de culoarea cenușie a oțelului cu nuanțe roz și cu un puternic luciu metalic. Cristalizează în sistemul cubic și se prezintă sub formă de cristale izolate sau în mase grăunțoase; prin alterare formează cruste așa-zise de critină, colorate roz intens.

## Depozite
Zăcăminte mai mari de cobaltit se găsesc în Marea Britanie, Norvegia, Germania, la Hakansboda în Västmanland și Tunaberg în Södermanland din Suedia, Kaltenberg în Valais din Elveția. De asemenea se găsește în Ontario, Canada, Sonora, Mexic, în Colorado, Idaho și California din SUA, în Maroc, India și Australia.
În România se găsește în cantități reduse la Oravița, județul Caraș-Severin, la Lipova, județul Arad, la Ilba, județul Maramureș.

## Utilizare
Cobalitul și varietățile sale reprezintă o sursă importantă pentru extragerea cobaltului.